# Uchta

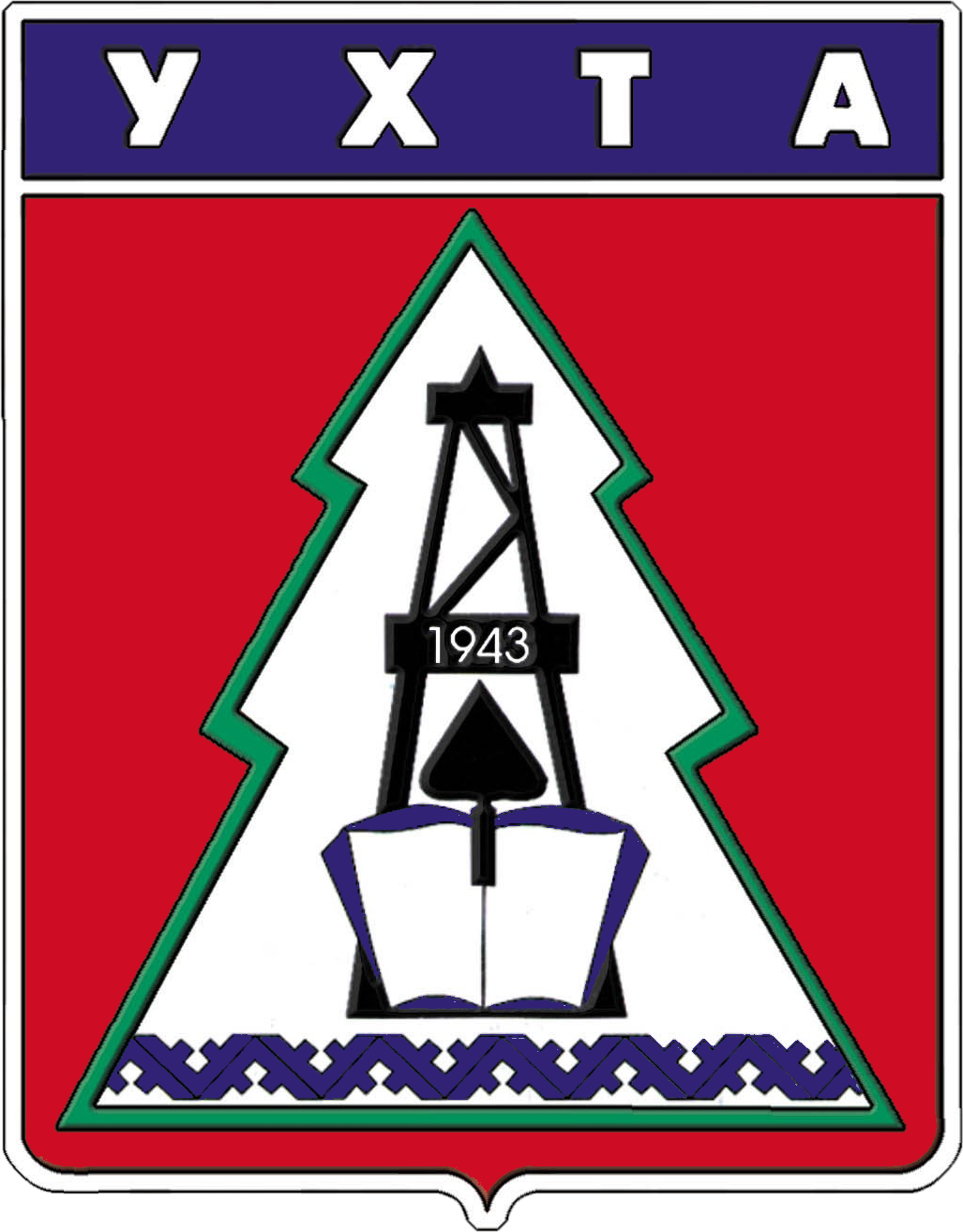
Stadens vapen.

Uchta (ryska: Ухта) är näst största staden i delrepubliken Komi i Ryssland. Den är belägen i ett oljerikt område och grundades 1929 under namnet Tjibju. Namnet ändrades till Uchta 1939 och den fick stadsrättigheter 1943. Folkmängden uppgår till cirka 100 000 invånare.

## Stadens administrativa område
Uchta hade 98 894 invånare i början av 2015. Staden administrerar ytterligare fyra orter utanför centralorten, samt viss del landsbygd. 
| Stad/Ort  | Invånarantal 9 oktober 2002 | Invånarantal 14 oktober 2010 | Invånarantal 1 januari 2015 |
| --------- | --------------------------- | ---------------------------- | --------------------------- |
| Uchta     | 103 340                     | 99 591                       | 98 894                      |
| Borovoj   | 1 916                       | 1 560                        | 1 440                       |
| Jarega    | 8 512                       | 7 806                        | 7 703                       |
| Sjudajag  | 3 625                       | 3 411                        | 3 434                       |
| Vodnyj    | 6 634                       | 6 382                        | 6 294                       |
| Landsbygd | 3 335                       | 2 951                        | 2 750                       |
| TOTALT    | 127 362                     | 121 701                      | 120 515                     |